# Žalm 118
Žalm 118 („Chválu vzdejte Hospodinu, protože je dobrý“) je biblický žalm. V překladech, které číslují podle Septuaginty, se jedná o 117. žalm.

## Užití v liturgii
V židovské liturgii je žalm podle siduru součástí tzv. Halelu, jenž je recitován po Amidě v rámci ranní modlitby při slavnostních příležitostech, k nimž patří především poutní svátky, ale též Chanuka či Roš chodeš.
V pravoslaví je užíván při modlitbě Theos Kyrios.